# Britteny Cox
Britteny Cox (Wodonga, 29 settembre 1994) è un'ex sciatrice freestyle australiana, specialista nelle gobbe.

## Biografia
Cresciuta nel resort alpino di Falls Creek, Cox è stata l'atleta più giovane che ha partecipato alle Olimpiadi di Vancouver 2010, piazzandosi 23ª nella fase di qualificazione.
Dopo la vittoria a Deer Valley, nello Utah, nel corso della Coppa del Mondo di freestyle 2011-12, è diventata la prima atleta australiana specialista nelle gobbe ad avere mai vinto una medaglia in Coppa del Mondo. Alla sua seconda esperienza olimpica, a Soči 2014, guadagna l'accesso alla finale terminando quinta.
Nel 2015 Cox è medaglia di bronzo ai Mondiali di Kreischberg e due anni dopo sale sul gradino più alto del podio laureandosi campionessa mondiale.
Nel 2018 ha preso parte ai XXIII Giochi olimpici invernali a Pyeongchang classificandosi quinta nella gara di gobbe.

## Palmarès

### Mondiali
- 2 medaglie:
  - 1 oro (gobbe a Sierra Nevada 2017);
  - 1 bronzo (gobbe a Kreischberg 2015).

### Coppa del Mondo
- Vincitrice della Coppa del Mondo di freestyle nel 2017.
- Vincitrice della Coppa del Mondo di gobbe nel 2017.
- 14 podi:
  - 9 vittorie;
  - 5 terzi posti.

#### Coppa del Mondo - vittorie
| Data             | Luogo       | Paese         | Disciplina |
| ---------------- | ----------- | ------------- | ---------- |
| 10 dicembre 2016 | Ruka        | Finlandia     | MO         |
| 13 gennaio 2017  | Lake Placid | Stati Uniti   | MO         |
| 28 gennaio 2017  | Calgary     | Canada        | MO         |
| 4 febbraio 2017  | Deer Valley | Stati Uniti   | DM         |
| 11 febbraio 2017 | Pyeongchang | Corea del Sud | MO         |
| 18 febbraio 2017 | Tazawako    | Giappone      | MO         |
| 26 febbraio 2017 | Thaiwoo     | Cina          | DM         |
| 9 dicembre 2017  | Ruka        | Finlandia     | MO         |
| 6 gennaio 2018   | Calgary     | Canada        | MO         |

Legenda:

MO = gobbe

DM = gobbe in parallelo